# موتزو
موتزو (به ایتالیایی: Mozzo) یک منطقهٔ مسکونی در ایتالیا است که در استان برگامو واقع شده‌است.

## خصوصیات
موتزو ۳٫۶ کیلومترمربع مساحت و ۷٬۲۰۲ نفر جمعیت دارد و ۲۵۲ متر بالاتر از سطح دریا واقع شده‌است.